# 戸倉郵便局
戸倉郵便局
- （とぐらゆうびんきょく） - 長野県千曲市にある郵便局。本記事にて記述する。
- （とくらゆうびんきょく） - 宮城県本吉郡南三陸町にある郵便局。局番号は81089。

戸倉郵便局（とぐらゆうびんきょく）は長野県千曲市にある郵便局。民営化前の分類では集配普通郵便局であった。

## 概要
住所：〒389-0899 長野県千曲市戸倉1907
民営化直前の集配業務再編において、多くの集配普通郵便局は統括センターとなったが、当局は配達センターとされたため、民営化後も郵便事業株式会社の支店は併設されず、集配センターが併設された。

## 沿革
- 1872年8月4日（明治5年7月1日） - 下戸倉（しもとぐら）郵便取扱所として開設[1]。
- 1873年（明治6年） - 下戸倉郵便役所となる。
- 1875年（明治8年）1月1日 - 下戸倉郵便局（四等）となる。
- 1881年（明治14年）5月20日 - 戸倉郵便局に改称。
- 1885年（明治18年）12月1日 - 戸倉郵便受取所となる。
- 1888年（明治21年）4月30日 - 廃止。
- 1900年（明治33年）8月1日 - 再設置。
- 1901年（明治34年）2月1日 - 戸倉郵便局（三等）となる。
- 1955年（昭和30年）11月1日 - 五加郵便局から電報配達業務の一部[2]を移管[3]。
- 1962年（昭和37年）6月1日 - 稲荷山郵便局から、国際電報受付・配達および国内欧文電報受付・配達の各業務の一部[4]を移管。
- 1967年（昭和42年）9月23日 - 電話交換、和文電報配達、欧文電報受付・配達、国際電報受付・配達の各業務を、戸倉上山田電報電話局に移管。
- 1970年（昭和45年）10月1日 - 特定郵便局から普通郵便局に局種別改定。
- 1984年（昭和59年）3月26日 - 力石郵便局から集配業務の一部[5]を移管。
- 2000年（平成12年）8月14日 - 外国通貨の両替および旅行小切手の売買に関する業務取扱を開始。
- 2007年（平成19年）10月1日 - 民営化に伴い、併設された郵便事業長野南支店戸倉集配センターに一部業務を移管。
- 2012年（平成24年）10月1日 - 日本郵便株式会社発足に伴い、郵便事業長野南支店戸倉集配センターを戸倉郵便局に統合。

## 取扱内容
- 郵便、印紙、ゆうパック、内容証明
- 貯金、為替、振替、振込、国際送金、国債、投資信託
- 生命保険、バイク自賠責保険、自動車保険
- ゆうちょ銀行ATM
- 千曲市内の一部地域（旧戸倉町、上山田町全域：〒389-08xx）の集配業務

## 周辺
- 千曲市役所戸倉庁舎
- 千曲市立戸倉上山田中学校
- 国道18号
- 千曲川

## アクセス
- しなの鉄道線 戸倉駅から西へ約400m（徒歩約5分）
- 千曲市循環バス 戸上中学校入口停留所下車
- 長野自動車道 更埴ICから南へ約7.5km
- 駐車場あり：13台